# Kim Hyun-jin
Kim Hyeon-jin (Hangul: 김현진; Hanja: 金賢眞; Hán-Việt: Kim Hiền Chân; sinh ngày 15 tháng 11 năm 2000) thường được biết đến với nghệ danh HyunJin (Hangul: 현진) là một ca sĩ người Hàn Quốc, thành viên của nhóm nhạc nữ Loona và sub-unit của đầu tiên của nhóm, Loona 1/3. Cô đảm nhận vị trí vocal, nhảy chính, rapper và visual trong nhóm. Hiện tại cô là thành viên của nhóm nhạc nữ Loossemble .

## Tiểu sử
Kim Hyunjin sinh ra tại phường Dunchon, quận Gangdong, Seoul, Hàn Quốc, là con gái út và duy nhất trong một gia đình có ba anh chị em. Hai anh trai của cô hơn cô mười và mười một tuổi. Một người anh trai của cô ở trong ban nhạc có tên “Bi-o-ne” còn người kia là một diễn viên. Hyunjin học tại trường tiểu học Baeksa và trường trung học cơ sở Baeksa ở Incheon. Cô chuyển đến trường trung học cơ sở Shinnam và sau đó là trường trung học cơ sở nữ sinh Hansung, cả hai đều ở Seoul. Năm lớp bảy, Hyunjin được xếp hạng nhất trong trường của cô về môn tiếng Hàn. Cô là một học sinh giỏi thể thao, tham gia các câu lạc bộ bóng đá, bóng bàn, bóng rổ, quần vợt và cầu lông của trường. Hyunjin cũng nói rằng cô đã nổi tiếng về ngoại hình của mình đến nỗi vào năm lớp tám, cả bạn học nam và nữ “sẽ đứng trong hội trường để nhìn [cô ấy].”. Cô theo học cấp ba tại trường trung học nữ sinh Hansung. Năm 2013, khi Hyunjin mười ba tuổi, cô xuất hiện trong tập thứ 40 của Three Idiots. Cô được giới thiệu là một người đẹp tự nhiên và thể hiện tài năng nhảy dây.

## Sự nghiệp
Tháng 11 năm 2016, Hyunjin được công bố là thành viên thứ hai của nhóm nhạc nữ Loona, và phát hành album đĩa đơn HyunJin bao gồm bài hát chủ đề "Around You". Tháng 3 năm 2017, Hyunjin trở thành thành viên nhóm nhỏ đầu tiên của Loona, Loona 1/3. Tháng 9 năm 2017, cô tham gia chương trình truyền hình thực tế sống còn Mix Nine của JTBC cùng với hai thành viên khác của Loona 1/3, và xếp thứ 18 chung cuộc. Hyunjin chính thức ra mắt trong đội hình hoàn chỉnh của Loona vào tháng 8 năm 2018.

## Danh sách đĩa nhạc

### Album đĩa đơn
| Tên     | Thông tin chi tiết                                                                                      | Thứ hạng cao nhất | Doanh số    |
| Tên     | Thông tin chi tiết                                                                                      | HQ                | Doanh số    |
| ------- | --- | ----------------- | ----------- |
| HyunJin | - Ngày phát hành: 17 tháng 11 năm 2016 - Hãng đĩa: Blockberry Creative - Định dạng: CD, nhạc số, stream | 18                | - HQ: 7.757 |

### Đĩa đơn
| "Around You" (다녀가요)                                                                     | 2016 | — | — | — | HyunJin |
| "—" cho biết bài hát không lọt vào bảng xếp hạng hoặc không được phát hành tại khu vực này. |      |   |   |   |         |